# Polyommatus albicans
The Spanish Chalk-hill Blue (Polyommatus albicans) là một loài bướm ngày thuộc họ Lycaenidae. Nó được tìm thấy ở Tây Ban Nha và Western Bắc Phi.
Chiều dài cánh trước là 18–21 mm. Chúng bay từ tháng 6 đến tháng 8.
Ấu trùng ăn Horseshoe Vetch.

## Hình ảnh

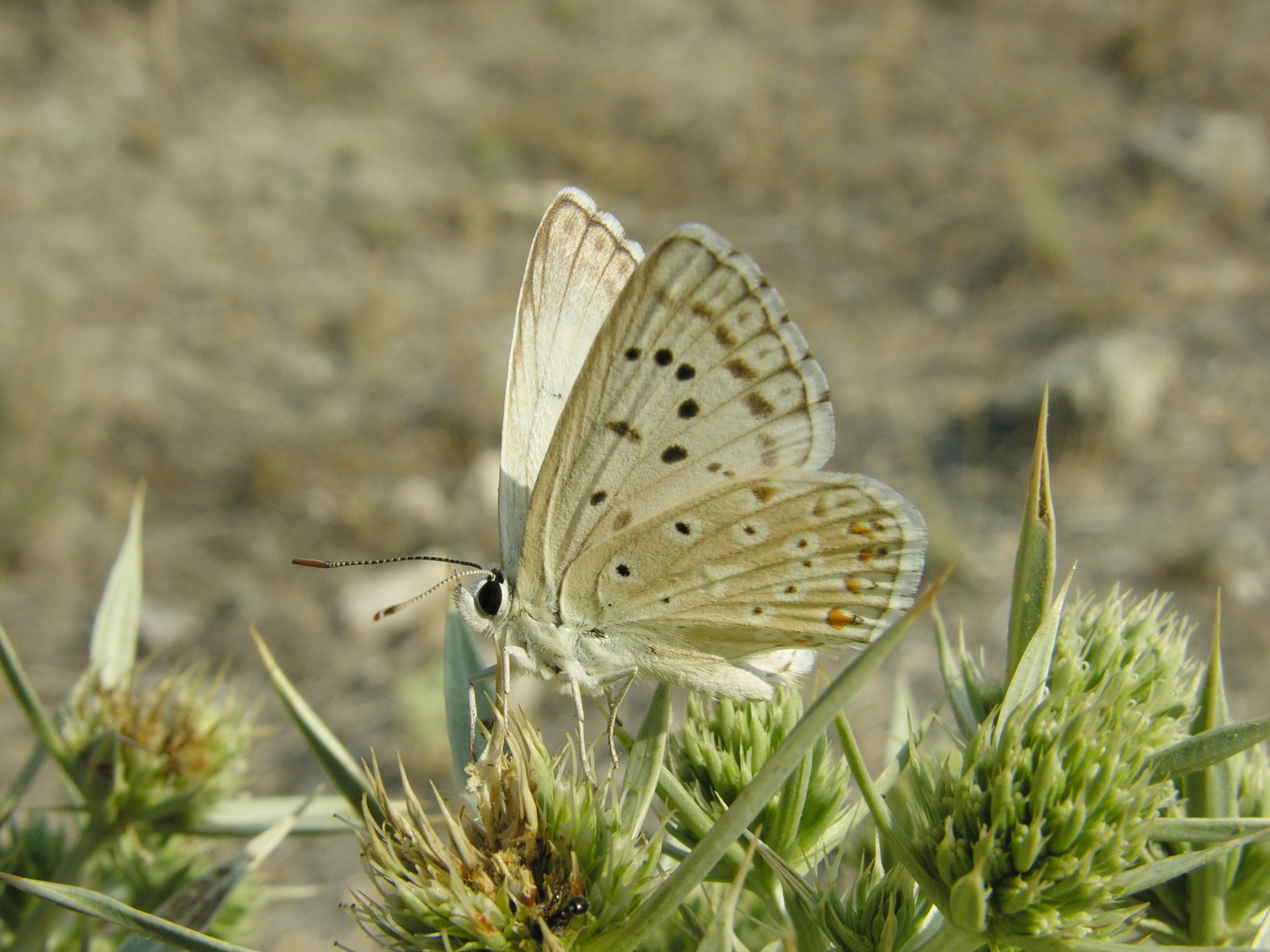
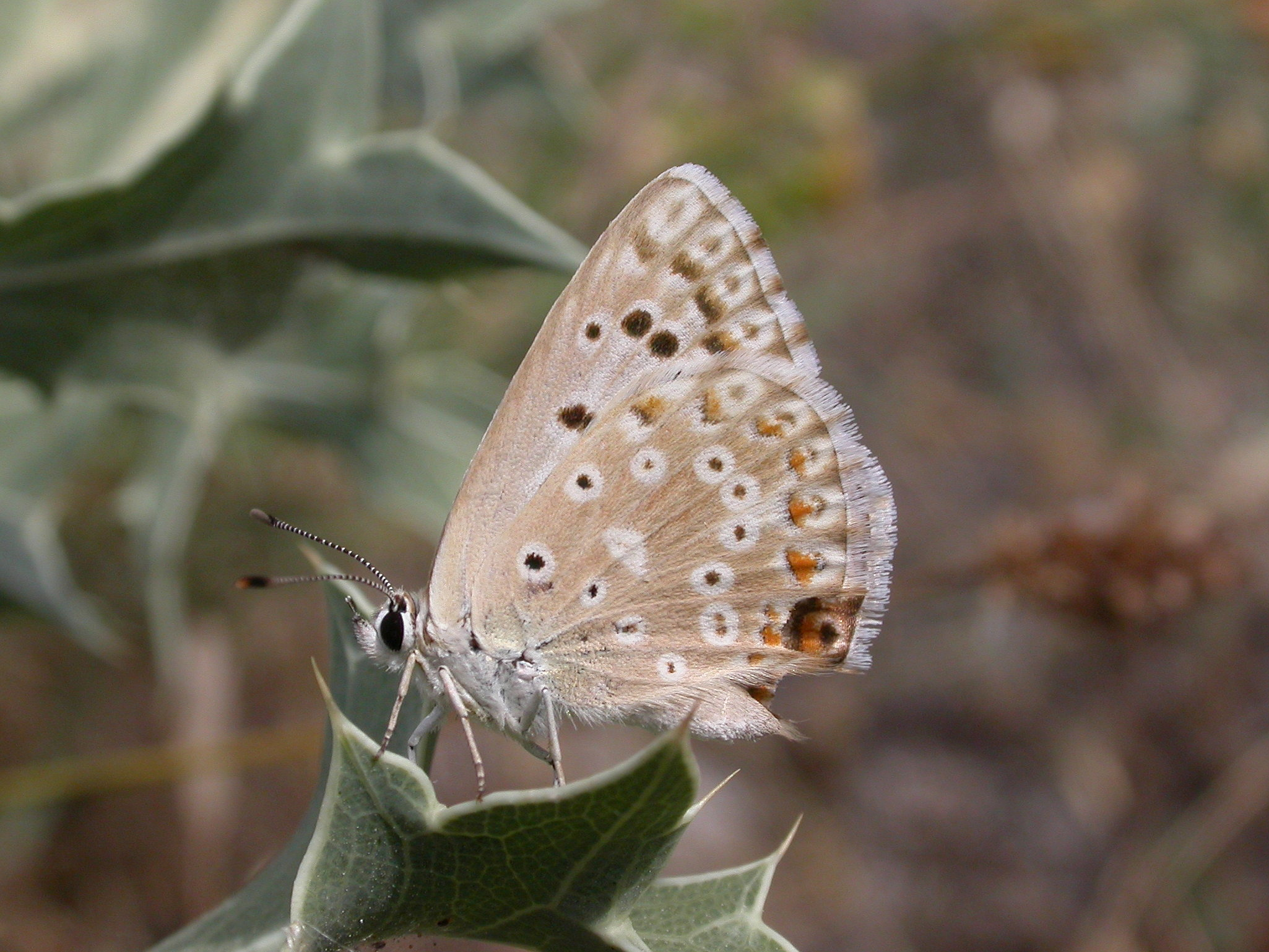